# Consolis
Consolis est un groupe industriel européen du secteur de la construction, des travaux publics et de l’infrastructure ferroviaire,, spécialisé dans la conception d’ouvrages et de bâtiments hautes performances en béton.
Le siège social de Consolis se situe en France, à La Défense.
En France, le groupe est principalement représenté par les entreprises Bonna Sabla et Sateba qui ont notamment fourni des pièces en béton fibré à ultra hautes performances pour la construction du stade Jean-Bouin de Paris et du musée des Civilisations de l'Europe et de la Méditerranée (MuCEM) de Marseille ainsi que les traverses de la LGV SEA, et les voussoirs du métro de Rennes.

## Histoire
Le groupe Consolis a été créé par le fonds IK 1994 à la suite d'une fusion entre Strängbetong (détenu par Addum) et Partek Precast Concrete (détenu par Partek) en décembre 1997, et a été vendu à Bonna Sabla en octobre 2005. Le groupement de ces entreprises a donné naissance à un des premiers producteurs de béton préfabriqué en Europe. En 2017, Consolis affiche une présence industrielle dans 22 pays.

### Innovations
Les inventions commercialisées par les filiales du groupe.
1893 : Aimé Bonna invente le tuyau âme-tôle, un tuyau en béton armé utilisé dans les conduites pression et les projets d’équipement d’infrastructure hydraulique.
1916 : Edmond Vagneux invente une traverse mixte composée de deux blochets en béton armé reliés par une entretoise métallique, aussi appelé "système Vagneux".
1979 : Karl-Gustav Bernander et Lars Skogstrom inventent un système de distribution thermique à travers des dalles de béton d'un bâtiment.
2013 : Arnaud Loaec, Vincent Lanticq et Vincent Lamour inventent une traverse connectée, équipée de capteurs capable de récolter des données lors du passage des trains.
2016 : DW Schwellen, entité allemande du groupe, invente une traverse en béton de type « ladder track » qui permet de réduire les rayons de courbure et qui  augmente la surface dédiée au revêtement végétal . En France, ce type de traverse équipe la ligne de tramway d’Avignon.